# Synology
Pour les articles homonymes, voir Sinologie.
 (septembre 2019).
Synology Inc. est une entreprise taïwanaise fondée en avril 2000 et spécialisée dans les serveurs Network Attached Storage (NAS). Son siège social se situe dans la ville de Taipei, à Taïwan.

## Historique de la société

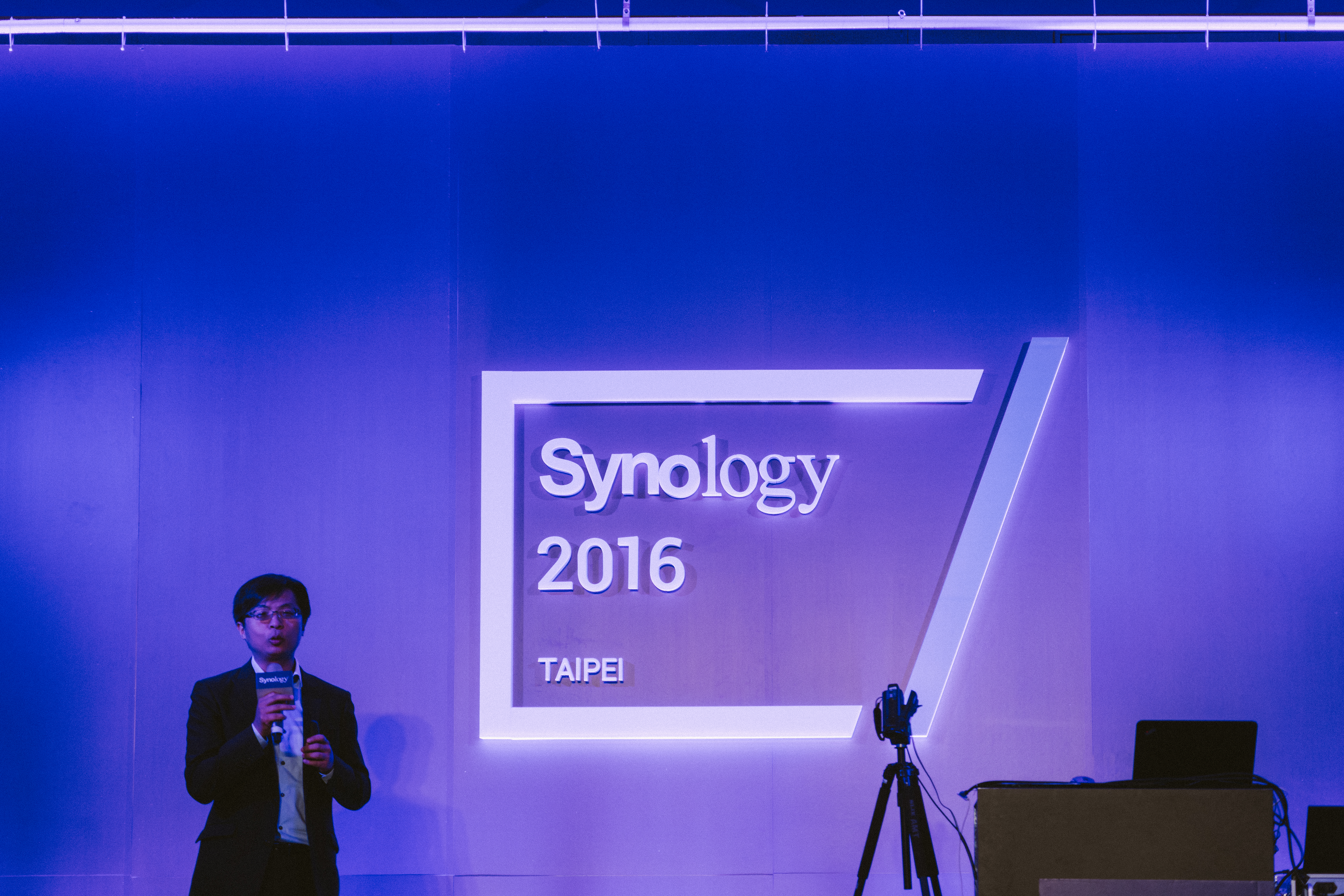
Derren Lu (directeur technique de Synology) en 2015

Synology Inc. a été fondée en janvier 2000, lorsque Cheen Liao et Philip Wong ont quitté Microsoft pour poursuivre un projet indépendant. Liao a été responsable du développement au sein du groupe Microsoft Exchange Server, tandis que Wong était un directeur des ventes pour Microsoft à Taiwan. Les deux ont commencé à écrire un nouveau système d'exploitation appelé Filer OS basé sur BSD, qui doit être utilisé avec le matériel Fastora NAS pour créer une solution NAS. Après avoir réussi à intégrer leur logiciel NAS avec la partie matérielle, Synology a publié sa première solution complète en 2004, le DiskStation DS-101. 
Depuis la sortie de son premier DiskStation, Synology Inc. a augmenté son effectif pour passer à environ 450 employés dans le monde (dont 19 en France). Sa mission est de fournir des fonctionnalités jusqu'alors réservées aux grandes entreprises à des coûts abordables et utilisables pour les petites entreprises. Liao et Wong sont toujours présents dans la société, avec Liao en tant que président de Synology America Corp. et Wong en tant que Président de Synology Inc.

## La gamme de produits

### NAS (Network Attached Storage)
Cette section ne s'appuie pas, ou pas assez, sur des sources secondaires ou tertiaires indépendantes du sujet.

Pour l'améliorer, ajoutez-en, ou placez des modèles {{Source secondaire souhaitée}} ou {{Source secondaire nécessaire}} sur les passages mal sourcés. (septembre 2024)
Synology propose des produits qui se concentrent sur quatre segments de marché : 
- Usage domestique et utilisation dans un cadre d'auto-entrepreneur ou artisanal.
- Particuliers et TPE.
- Petites et moyennes entreprises.
- Grandes entreprises.

Les modèles de NAS Synology se répartissent en 2 catégories : Les modèles en coffret plastique que l'on pose sur une surface plane et les modèles en rack qui s'intègrent dans une armoire.

## Galerie

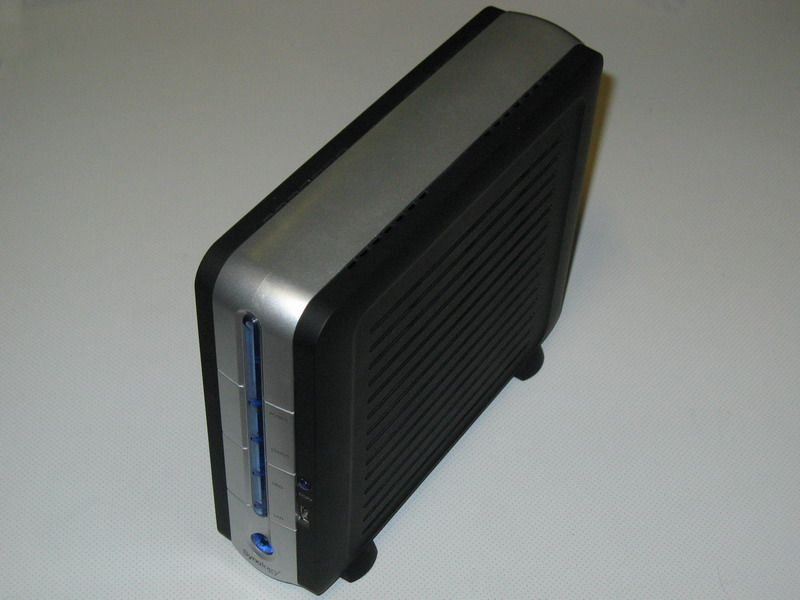
Synology DS 101 Rev 3.0
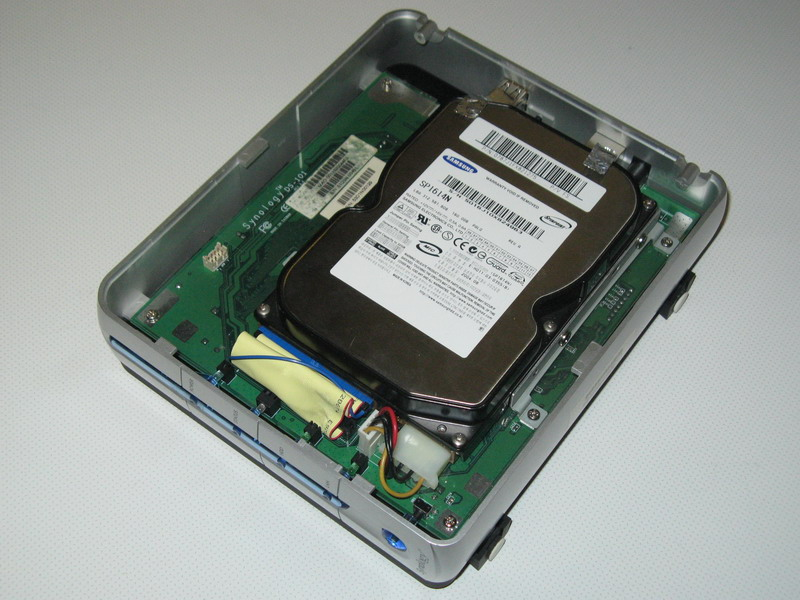
Synology DS 101 Rev 3.0 (ouvert)
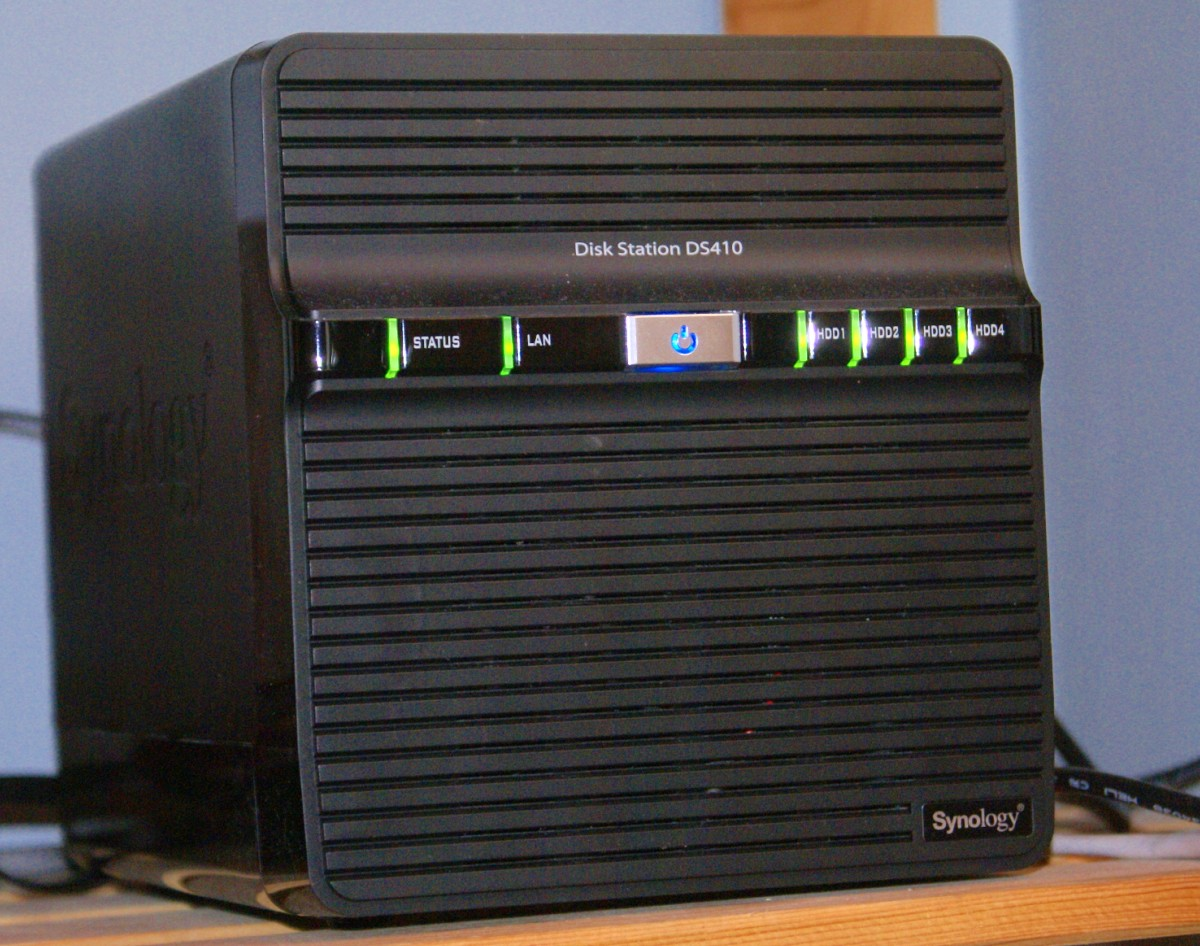
Synology DS410
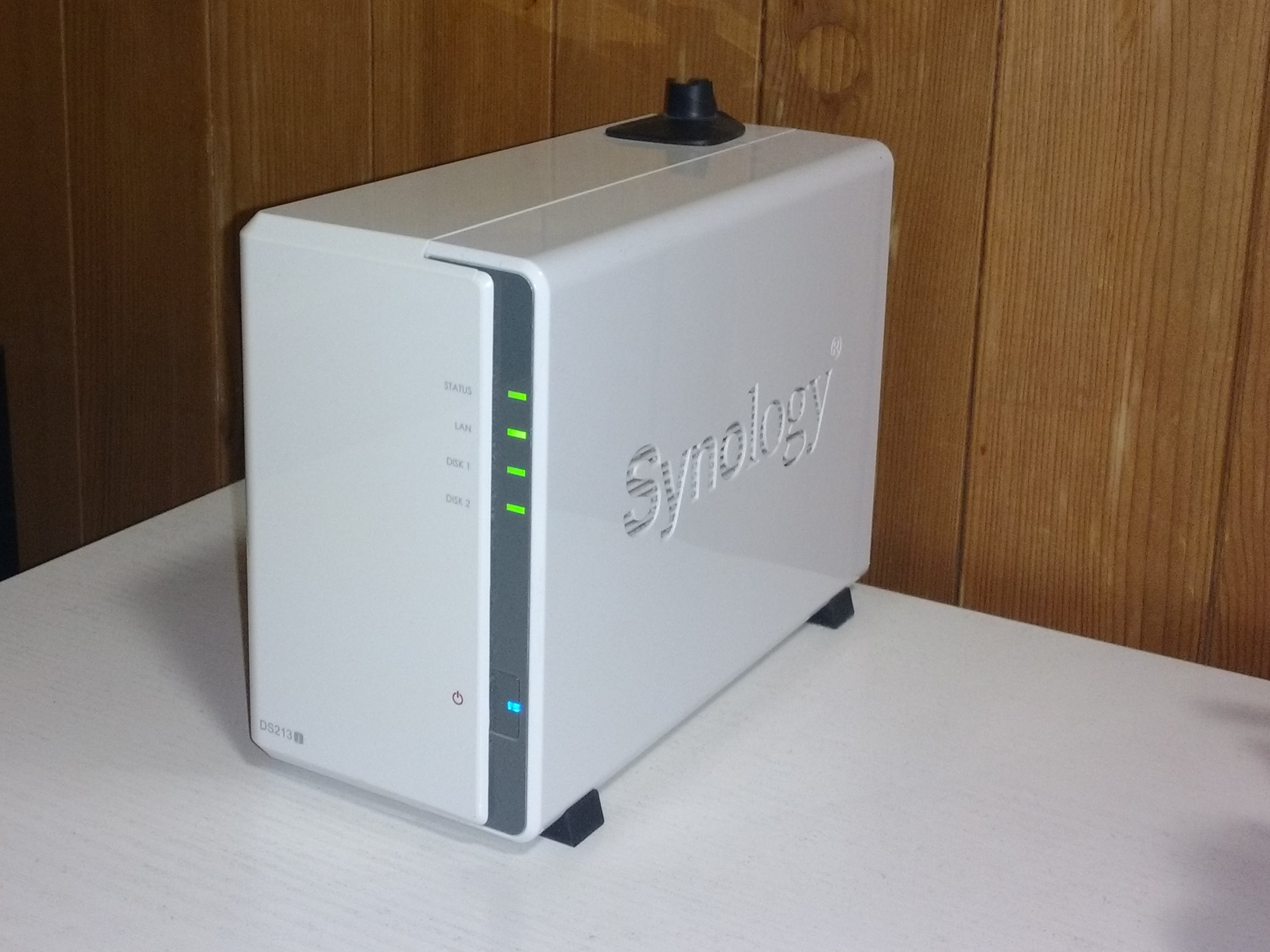
Synology DS213j